# United States Intelligence Community
La United States Intelligence Community è un'entità federativa che racchiude 18 agenzie e organizzazioni del governo federale degli Stati Uniti d'America. Esse agiscono separatamente o congiuntamente per condurre attività di intelligence considerate necessarie per porre in essere le relazioni internazionali e la protezione della sicurezza nazionale negli USA.
La comunità è guidata dal Direttore dell'Intelligence nazionale - figura creata si sensi dell'Intelligence Reform and Terrorism Prevention Act del 2004 - incarico attualmente ricoperto da Tulsi Gabbard. Tra le loro varie responsabilità, i membri della comunità raccolgono e producono informazioni di intelligence interna ed esterna, contribuiscono alla pianificazione militare ed eseguono operazioni di spionaggio e controspionaggio.

## Storia
Il termine "comunità di intelligence" è stato utilizzato per la prima volta durante il mandato del tenente generale Walter Bedell Smith come direttore della CIA (1950-1953).
La comunità è stata istituita per volere del Presidente Ronald Reagan il 4 dicembre 1981, con l'Executive Order 12 333.
La sua struttura complessiva è meglio caratterizzata come una confederazione a causa della sua mancanza di una struttura ben definita, di leadership unificata e di governance. Fino al 2004 il direttore della CIA è stato anche il capo della Intelligence Community. La conseguenza è stata che questi ha avuto poca reale autorità sopra le autorità di bilancio delle altre agenzie e quindi ha un'influenza limitata sulle loro operazioni.
Dopo l'approvazione dell'Intelligence Reform and Terrorism Prevention Act nel 2004, il capo della comunità d'intelligence statunitense è divenuto il direttore della National Intelligence, nominato direttamente dal presidente degli USA, e anche il direttore della CIA vi è subordinato.
Il 30 luglio 2008 il presidente George W. Bush ha promulgato l'ordine esecutivo n. 13470, che ha emendato il precedente ordine esecutivo n. 12333, rafforzando il ruolo del direttore dell'Intelligence nazionale.

## Membri
- Agenzie federali indipendenti
  - Central Intelligence Agency (CIA)
- United States Department of Defense
  - Air Force Intelligence, Surveillance and Reconnaissance Agency (AF ISR) AIA
    - United States Space Force (USSF)
    - Air Force Space Command (Comando Spaziale dell'Air Force, AFSC)

  - Army Intelligence 
  - Defense Intelligence Agency (DIA)
  - Marine Corps Intelligence Activity 
  - National Geospatial-Intelligence Agency (NGA)
  - National Reconnaissance Office (NRO)
  - National Security Agency (NSA)
  - Office of Naval Intelligence (ONI)
  - Naval Criminal Investigative Service (NCIS)
- United States Department of Energy
  -  Office of Intelligence, su intelligence.gov. URL consultato il 29 agosto 2007 (archiviato dall'url originale il 27 settembre 2007).
- United States Department of Homeland Security
  - Coast Guard Intelligence 
  -  Office of Intelligence and Analysis, su intelligence.gov. URL consultato il 29 agosto 2007 (archiviato dall'url originale il 27 settembre 2007).
- United States Department of Justice
  - Federal Bureau of Investigation (FBI), Directorate of Intelligence
  - Drug Enforcement Administration, Office of National Security Intelligence (DEA)
- United States Department of State
  - Bureau of Intelligence and Research (INR)
- United States Department of the Treasury
  - Office of Terrorism and Financial Intelligence
  - Office of Intelligence and Analysis [3]